# Marco Simoncelli
Marco Simoncelli (ur. 20 stycznia 1987 w Cattolica, zm. 23 października 2011 w Kuala Lumpur) – włoski kierowca motocyklowy. Mistrz Motocyklowych Mistrzostw Świata 2008 roku w klasie 250 cm³. Gilera świętując to zwycięstwo wypuściła na rynek skuter Runner 50 SP Simoncelli Replica. Zginął w wypadku na drugim okrążeniu wyścigu o GP Malezji na torze Sepang.

## Kariera

### 125 cm³
Simoncelli w roku 2002, wraz z włoską Aprilią, sięgnął po tytuł Mistrza Europy kategorii 125 cm³. Dzięki temu pod koniec sezonu dostał szansę debiutu w Mistrzostwach Świata tej klasy. Pierwszym wyścigiem Włocha było GP Czech. W ciągu sześciu wyścigów tylko raz udało mu się zdobyć punkty. Miało to miejsce podczas GP Portugalii, w którym to Marco zajął 13. lokatę. Rok później Simoncelli stał się już etatowym kierowcą włoskiej stajni. Będąc sześć razy na punktowanym miejscu, zakończył go ostatecznie na 21. pozycji. W trzecim roku startów Włoch po raz pierwszy ruszał do wyścigu z pierwszego pola. Dzień później zdominował wyścig. Wszystko to miało miejsce podczas GP Hiszpanii. Po drugie pole position Marco sięgnął jeszcze w Czechach, jednakże w wyniku wielu problemów, zmagania w wyścigu zakończył dopiero na 19. miejscu. W pozostałych wyścigach nie odnotował oszałamiających rezultatów i w klasyfikacji zajął 11. miejsce. Ostatni sezon w tej kategorii był najlepszy w wykonaniu Simoncelliego. W tym czasie sześciokrotnie stanął na podium, w tym raz zwyciężył (ponownie podczas GP Hiszpanii, które w tym roku odbywało się jako pierwsze; tym samym po raz pierwszy w karierze został liderem mistrzostw świata) i w ostatecznym rozrachunku został sklasyfikowany na 5. lokacie.

### 250 cm³
W roku 2006 awansował do klasy 250 cm³, w której przez cały okres startów dosiadał motocykl innej włoskiej marki – Gilera. Po dwóch poprawnych sezonach, ukończonych na 10. pozycji, Włoch wreszcie sięgnął po upragniony tytuł. Pomimo dwóch z rzędu nieukończonych wyścigów i dużej straty do czołówki, Marco bardzo szybko odrobił straty i pewnie sięgnął po mistrzostwo. W tym czasie aż dwunastokrotnie stanął na podium, z czego sześć razy na najwyższym stopniu. Marco, będąc już mistrzem tej serii, postanowił pozostać w niej na kolejny sezon, w celu obrony lauru oraz braku ofert z klasy królewskiej. Pomimo świetnej jazdy i ponownie sześciu wygranych (najwięcej ze wszystkich), Włoch zajął dopiero 3. miejsce w generalnej klasyfikacji. Jednym z głównych powodów była kontuzja poniesiona przed rozpoczęciem sezonu, która wykluczyła go z rywalizacji w otwierającym cykl GP Kataru. Poza tym Simoncelliemu przytrafiło się kilka nieukończonych wyścigów (głównie w wyniku własnych błędów, spowodowanej czasem zbyt agresywną jazdą), co w efekcie wpłynęło na przegraną w ostatecznej klasyfikacji kilkunastoma punktami z Japończykiem Hiroshi Aoyamą oraz Hiszpanem, Hectorem Barberą.

### MotoGP
W sezonie 2010 Włoch awansował do królewskiej kategorii MotoGP, w której ścigał się we włoskim zespole San Carlo Honda Gresini. Jego partnerem został doświadczony rodak, Marco Melandri. W klasyfikacji tego sezonu zajął 8. miejsce z dorobkiem 125 punktów. W sezonie 2011 jego partnerem zespołowym został Hiroshi Aoyama. W trakcie sezonu Simoncelli wywalczył dwa razy pole position (GP Katalonii i GP Holandii) i dwa razy był na podium (GP Czech – 3. miejsce, GP Australii – 2. miejsce). Zginął w wyniku obrażeń odniesionych po wypadku w GP Malezji. Do czasu śmiertelnego wypadku zebrał 139 punktów w klasyfikacji generalnej.

### World Superbike
Podczas sezonu 2009 Włoch gościnnie wystąpił w serii World Superbike, na torze Imola, w San Marino. Dosiadając włoską Aprilię Marco spisał się nadspodziewanie dobrze. Pomimo błędu w pierwszym wyścigu i w konsekwencji nieukończenia go, w drugim zajął świetne trzecie miejsce, pokonując w bezpośredniej walce weterana, a zarazem swojego partnera, Maxa Biaggiego. Zdobyte punkty dały mu 25. miejsce w końcowej klasyfikacji.

## Statystyki

### Poszczególne sezony
| Sezon | Klasa   | Motocykl | Wyścig | Wygrane | Podium | PP | NO | Pkt  | Pozycja końcowa |
| ----- | ------- | -------- | ------ | ------- | ------ | -- | -- | ---- | --------------- |
| 2002  | 125 cm³ | Aprilia  | 6      | 0       | 0      | 0  | 0  | 3    | 33              |
| 2003  | 125 cm³ | Aprilia  | 15     | 0       | 0      | 0  | 0  | 31   | 21              |
| 2004  | 125 cm³ | Aprilia  | 13     | 1       | 1      | 2  | 0  | 79   | 11              |
| 2005  | 125 cm³ | Aprilia  | 16     | 1       | 6      | 1  | 1  | 177  | 5               |
| 2006  | 250 cm³ | Gilera   | 16     | 0       | 0      | 0  | 0  | 92   | 10              |
| 2007  | 250 cm³ | Gilera   | 17     | 0       | 0      | 0  | 0  | 97   | 10              |
| 2008  | 250 cm³ | Gilera   | 16     | 6       | 12     | 7  | 4  | 281  | 1               |
| 2009  | 250 cm³ | Gilera   | 15     | 6       | 10     | 3  | 4  | 231  | 3               |
| 2010  | MotoGP  | Honda    | 18     | 0       | 0      | 0  | 0  | 125  | 8               |
| 2011  | MotoGP  | Honda    | 16     | 0       | 2      | 2  | 0  | 139  | 6               |
| Total |         |          | 148    | 14      | 31     | 15 | 9  | 1255 |                 |

### Poszczególne wyścigi
| Rok  | Klasa   | Motocykl | 1       | 2       | 3       | 4       | 5       | 6       | 7       | 8       | 9       | 10      | 11      | 12      | 13      | 14      | 15      | 16      | 17      | 18    | Pos | Pts |
| ---- | ------- | -------- | ------- | ------- | ------- | ------- | ------- | ------- | ------- | ------- | ------- | ------- | ------- | ------- | ------- | ------- | ------- | ------- | ------- | ----- | --- | --- |
| 2002 | 125 cm³ | Aprilia  | JPN     | RSA     | SPA     | FRA     | ITA     | CAT     | NED     | GBR     | GER     | CZE 27  | POR 13  | BRA 21  | PAC     | MAL Ret | AUS Ret | VAL Ret |         |       | 33  | 3   |
| 2003 | 125 cm³ | Aprilia  | JPN 21  | RSA 20  | SPA 14  | FRA Ret | ITA 17  | CAT 16  | NED 20  | GBR 16  | GER 12  | CZE 14  | POR Ret | BRA 11  | PAC Ret | MAL 11  | AUS Ret | VAL 4   |         |       | 21  | 31  |
| 2004 | 125 cm³ | Aprilia  | RSA Ret | SPA 1   | FRA Ret | ITA Ret | CAT 7   | NED 7   | BRA 6   | GER 10  | GBR Ret | CZE 19  | POR 6   | JPN 6   | QAT 6   | MAL Ret | AUS Ret | VAL     |         |       | 11  | 79  |
| 2005 | 125 cm³ | Aprilia  | SPA 1   | POR 10  | CHN 6   | FRA 5   | ITA Ret | CAT 2   | NED 4   | GBR 4   | GER 3   | CZE 3   | JPN Ret | MAL 9   | QAT 3   | AUS 3   | TUR 6   | VAL 5   |         |       | 5   | 177 |
| 2006 | 250 cm³ | Gilera   | SPA Ret | QAT 8   | TUR 11  | CHN 6   | FRA 8   | ITA 7   | CAT Ret | NED 7   | GBR 10  | GER Ret | CZE 9   | MAL 8   | AUS 10  | JPN 9   | POR 7   | VAL Ret |         |       | 10  | 92  |
| 2007 | 250 cm³ | Gilera   | QAT 9   | SPA Ret | TUR 9   | CHN Ret | FRA 6   | ITA 9   | CAT 9   | GBR Ret | NED 6   | GER 7   | CZE Ret | SMR Ret | POR 7   | JPN 7   | AUS 7   | MAL 8   | VAL 11  |       | 10  | 97  |
| 2008 | 250 cm³ | Gilera   | QAT Ret | SPA Ret | POR 2   | CHN 4   | FRA 2   | ITA 1   | CAT 1   | GBR 2   | NED 3   | GER 1   | CZE 3   | SMR 6   | IND C   | JPN 1   | AUS 1   | MAL 3   | VAL 1   |       | 1   | 281 |
| 2009 | 250 cm³ | Gilera   | QAT     | JPN 17  | SPA 3   | FRA 1   | ITA 2   | CAT Ret | NED 3   | GER 1   | GBR 4   | CZE 1   | IND 1   | SMR Ret | POR 1   | AUS 1   | MAL 3   | VAL Ret |         |       | 3   | 231 |
| 2010 | MotoGP  | Honda    | QAT 11  | SPA 11  | FRA 10  | ITA 9   | GBR 7   | NED 9   | CAT Ret | GER 6   | USA Ret | CZE 11  | IND 7   | SMR 14  | ARA 7   | JPN 6   | MAL 8   | AUS 6   | POR 4   | VAL 6 | 8   | 125 |
| 2011 | MotoGP  | Honda    | QAT 5   | SPA Ret | POR Ret | FRA 5   | CAT 6   | GBR Ret | NET 9   | ITA 5   | GER 6   | USA Ret | CZE 3   | IND 12  | SMR 4   | ARA 4   | JPN 4   | AUS 2   | MAL Ret | VAL - | 6   | 139 |

### Mistrzostwa Świata Superbike
| Rok  | Motocykl | 1   | 1   | 2   | 2   | 3   | 3   | 4   | 4   | 5   | 5   | 6   | 6   | 7   | 7   | 8   | 8   | 9   | 9   | 10  | 10  | 11  | 11  | 12      | 12    | 13  | 13  | 14  | 14  | Pos | Pts |
| Rok  | Motocykl | R1  | R2  | R1  | R2  | R1  | R2  | R1  | R2  | R1  | R2  | R1  | R2  | R1  | R2  | R1  | R2  | R1  | R2  | R1  | R2  | R1  | R2  | R1      | R2    | R1  | R2  | R1  | R2  | Pos | Pts |
| ---- | -------- | --- | --- | --- | --- | --- | --- | --- | --- | --- | --- | --- | --- | --- | --- | --- | --- | --- | --- | --- | --- | --- | --- | ------- | ----- | --- | --- | --- | --- | --- | --- |
| 2009 | Aprilia  | AUS | AUS | QAT | QAT | SPA | SPA | NED | NED | ITA | ITA | RSA | RSA | USA | USA | SMR | SMR | GBR | GBR | CZE | CZE | GER | GER | ITA Ret | ITA 3 | FRA | FRA | POR | POR | 25  | 16  |

## Wypadek i śmierć
23 października 2011 roku Simoncelli, będąc zawodnikiem zespołu San Carlo Honda Gresini, znajdował się na czwartym miejscu w wyścigu o Grand Prix Malezji na torze Sepang w klasie MotoGP. Na jedenastym zakręcie drugiego okrążenia jego motocykl stracił przyczepność. Jadący tuż za nim Amerykanin Nicky Hayden oraz Hiszpan Alvaro Bautista, zdołali ominąć włoskiego zawodnika, jednak sekundy później Simoncelli został uderzony przez dwóch kolejnych motocyklistów: Amerykanina Colina Edwardsa oraz Włocha Valentino Rossiego. Impet uderzenia był tak potężny, że zerwał kask z głowy zawodnika. W wyniku tego wypadku Simoncelli doznał rozległych obrażeń klatki piersiowej, karku oraz głowy. Przez blisko trzy kwadranse trwała akcja reanimacyjna, zanim służby medyczne stwierdziły zgon. Wyścig MotoGP o Grand Prix Malezji został natychmiast przerwany a organizatorzy podjęli decyzję o rezygnacji z ponownego startu i odwołali zawody.
Marco Simoncelli został pochowany 27 października 2011 roku w Coriano w regionie Emilia-Romania.

## Upamiętnienie
Tor we włoskim Misano 3 listopada 2011 roku zmienił swoją nazwę na cześć zawodnika. Na włoskim torze Mugello w hołdzie pamięci zmarłego zawodnika wybudowano trybunę z biało czerwonym numerem #58, którego grafika nawiązuje do tej z kasku jaki nosił motocyklista podczas zawodów. Na jedenastym zakręcie malezyjskiego toru Sepang, w miejscu gdzie doszło do tragedii znajduje się tablica honorowa dedykowana Włochowi. W styczniu 2012 roku oficjalnie zainaugurowana została działalność Fundacji Marco Simoncelliego. 20 stycznia 2012 roku hala sportowa w jego rodzinnym Coriano zmieniła swoją nazwą na cześć zawodnika a jedna z głównych linii tramwajowych miasta otrzymała numer #58. W czerwcu 2012 roku brytyjski zespół Rain w hołdzie dla zmarłego zawodnika nagrał utwór pod tytułem „Rise Again”. We wrześniu 2013 roku w Coriano, oficjalnie zaprezentowana została rzeźba ku czci zawodnika. W 2014 roku Simoncelli został pośmiertnie wprowadzony do Galerii Sław jako legenda MotoGP. W 2016 roku numer #58 używany przez Marco Simoncelliego został oficjalnie wycofany przez MotoGP. W 2017 roku w kategorii Moto3 zadebiutował zespół założony na cześć zawodnika przez jego ojca, o nazwie SIC58 Squadra Corse.